# Sex Gang Children

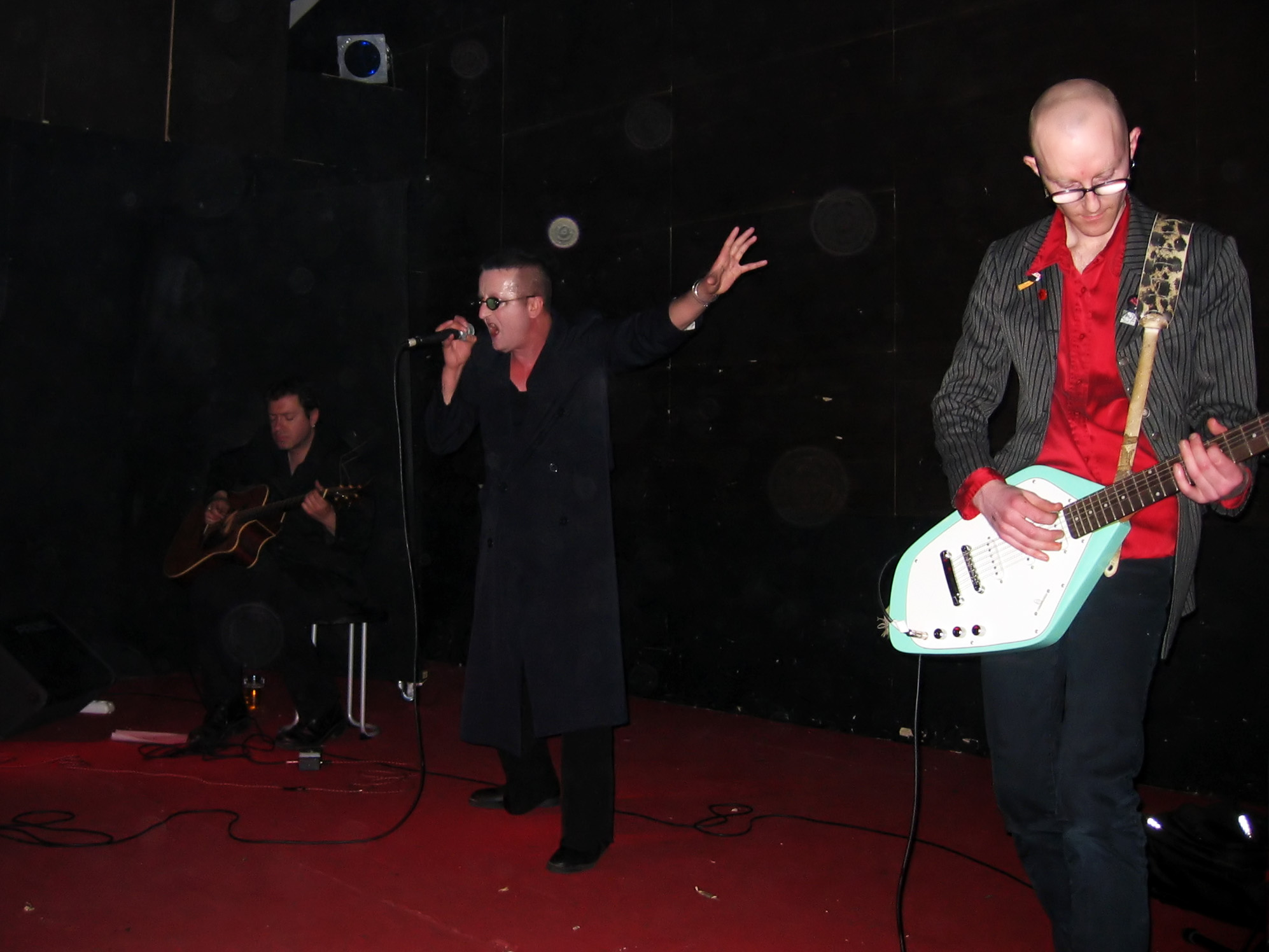
Sex Gang Children (2006)

Sex Gang Children is een Britse gothic rock-formatie, in 1981 opgericht in Brixton. De groep is een vertegenwoordiger van het batcave-genre, gekenmerkt door melodieuze, new wave-achtige nummers met een strakke basgitaar en experimentele kantjes die aan cabaret herinneren. Stichter en zanger van de band is Andrea McElligott, alias Andi Sex Gang. De groep hief zichzelf in 1984 op, maar kwam omstreeks 1992 weer samen.

## Geschiedenis
Oorspronkelijk heette de groep Panic Button. De naam Sex Gang Children was een suggestie van producent Malcolm McLaren, die voorstelde om de groep van Boy George Sex Gang Children te noemen, een idee dat hij uit een roman van William S. Burroughs had gehaald. Boy Georges drummer zag dit echter niet zitten, noch de groep rond Annabella Lwin, die Bow Wow Wow zou worden. Boy George opteerde voor Culture Club als naam en McElligott nam de naam Sex Gang Children over. Volgens Ian Astbury van The Cult lag Andi Sex Gang aan de basis van het begrip goth, omdat hij in een appartementsgebouw genaamd ‘Visigoth Towers’ woonde en zich bij voorkeur in het zwart kleedde.
In 1982 bracht Sex Gang Children een livealbum op muziekcassette uit, getiteld Naked. Andi Sex Gang zong met een hoge, schrille stem en speelde daarnaast op de gitaar, terwijl Dave Roberts (alias Dave Sex Gang) de bas bespeelde. Terry McLeay was tweede gitarist en Rob Stroud drumde. Het enige studioalbum van de groep, Song and Legend, verscheen in 1983 en bereikte de eerste plaats in de UK Indie Charts. Op dit album bevindt zich de notoire single ‘Sebastiane’, met een scherpe viool en een snelle drum. Eveneens uit 1983 stamt de lange single ‘Mauritia Mayer’, waarop piano wordt gespeeld. Nog in datzelfde jaar nam Andi Sex Gang met Marc Almond de single ‘The Hungry Years’ op.
Nigel Preston van Theatre of Hate werd na het vertrek van Stroud de nieuwe drummer, maar werd op zijn beurt door Ray Mundo van The Cult vervangen. In 1984 werd Mundo echter naar zijn geboorteland Sierra Leone gedeporteerd, waardoor Kevin Matthews de drum voor zijn rekening nam.
In 1984 besloot McLeay de groep te verlaten, maar wachtte nog totdat het album Blind! voltooid was. Hierop veranderde de groep haar naam in Andi Sex Gang & the Quick Gas Gang, alvorens uiteen te gaan. In 1991 kwamen ze weer bij elkaar nadat de interesse voor Sex Gang Children in de Verenigde Staten op gang was gekomen. Hun album Medea volgde in 1993.

## Discografie
Met tussen haakjes de hoogste noteringen in de UK Indie Charts.

### Albums
- Song and Legend - 1983 (#1)
- Blind - heruitgave 1992
- Medea - 1993
- The Wrath of God - 2001
- Bastard Art - 2002
- Viva Vigilante - 2013

### Ep's
- Beasts - 1982 (#8)
- Sebastiane - 1983 (#19)
- Salamun Child - 2009

### Singles
- "Into the Abyss" - 1982 (#7)
- "Song and Legend" - 1983 (#6)
- "Mauritia Mayer" - 1983 (#7)
- "Dieche" - 1984 (#15)

### Live-uitgaven
- Naked - 1982 (#15)
- Live - 1983
- Ecstasy and Vendetta Over New York - 1984 (#20)
- Nightland - 1986
- Play with Children - 1992

### Compilaties
- Beasts - 1983
- Re-enter the Abyss (The 1985 Remixes) - 1985 (#22)
- The Hungry Years - 1991
- Dieche - 1993
- Welcome to My World - 1998
- Pop Up - 1999
- Shout & Scream - 1999
- Demonstration - 2000
- The Dark Archives Volume 1 - 2000
- Empyre and Fall - 2001
- Fall: The Complete Singles  - 2003
- Execution & Elegance: The Anthology 1982-2002  - 2004